# أيمن قرادة
أيمن قرادة هو سياسي، طبيب متخصص ،وباحث مهتم بمواضيع الهوية الوطنية، بناء الأمة، والعولمة.

## النشأة
يقيم أيمن قرادة بمدينة طرابلس،ليبيا وهو ينحدر من عائلة قرادة، وهي عائلة أمازيغية عريقة من مدينة يفرن في جبل نفوسة وعرف عنها نشاطها السياسي حيث شغلت مناصب سياسية وعسكرية رفيعة في مراحل مختلفة من التاريخ الليبي، ومن أبرز أعضائها موسى بيك قرادة الذي كان قائم مقام لواء جبل نفوسة أثناء فترة الحكم العثماني، وأيضا الدبلوماسي الراحل سليمان قرادة، والعميد ركن ساسي قرادة (القوات المسلحة)، وأيضا المعارض السياسي للقذافي إبراهيم قرادة، وغيرهم. نشأ أيمن قرادة في أسرة محافظة تتمسك بالقيم والتقاليد الليبية.

## سيرة ذاتية
تحصل أيمن قرادة على شهادة البكالوريوس في الطب والجراحة من جامعة طرابلس، ليبيا وأتم تدريبه التخصصي في مجال الأمراض الجلدية والجروح والتجميل بكلية الطب بجامعة بوسطن في الولايات المتحدة الأمريكية ثم نال الزمالة في ألتئام الجروح. بالإضافة إلى العمل السريري، د. قرادة يعمل أيضا كباحث في مجال الخلايا الجذعية بكلية الطب بجامعة بوسطن. وهو أيضا عضو في مجلس تحرير مجلة مجلة الأمراض الجلدية التحقيقية. بالإضافة إلى التخصص الطبي، تحصل أيمن قرادة على شهادة الماجستير في إدارة الرعاية الصحية من جامعة ولاية أوكلاهوما بالولايات المتحدة الأمريكية. عام 2011م، توجه د. أيمن قرادة على رأس مجموعة الفعل الإنساني الليبي إلى مخيم الرمادة في تونس للمساعدة في تقديم الإغاثة الطبية والاحتياجات الأساسية إلى اللاجئين الليبيين نتيجة أحداث ثورة فبراير، وهذا كان بالتعاون مع المفوضية العليا للأمم المتحدة لشؤون اللاجئين. كما أنه عضو في منظمة كاي ماكينسون الإنسانية كاستشاري أمراض جلدية لتقديم خدمات طبية للأطفال في دولة هايتي .

## توجهاته السياسية
عرف أيمن قرادة بتوجهه الوسطي وتأييده لاقتصاد السوق. كما عرف عنه اهتمامه الكبير بموضوع الهوية الوطنية الليبية ، حيث يعتقد بأنها لم تتكون بشكل صحيح في الأنظمة السياسية السابقة مما أدى إلى ضمور الانتماء الوطني ورجوع الأفراد إلى الهويات القبلية والإثنية والدينية خاصة بعد انهيار نظام معمر القذافي. يدعو أيمن قرادة باستمرار وإلحاح إلى الاهتمام ببناء الهوية الوطنية بشكل علمي عبر مشروع وطني طويل الأمد. حسب تصوره، الهوية الوطنية يجب أن تكون جامعة مانعة، مرنة وديناميكية لكي تتأقلم مع متطلبات العولمة. يرتبط د.أيمن قرادة بعلاقات وثيقة مع خلايا التفكير وبعض بيوت الخبرة في الولايات المتحدة.

## شبكات التواصل الإجتماعي
عرف عن أيمن قرادة نشاطه في الفيسبوك والتويتر
، حيث يعتقد بأنها وسائل مهمة للتحريك الاجتماعي وتوعية الجموع. يعتبر أيمن قرادة هو مؤسس صوت شباب ليبيا،وهي منظمة لامركزية تضم مجموعة من الناشطين الشباب تعمل عبر وسائل التواصل الاجتماعي لنشر رسائل تحث على الوحدة الوطنية ومكافحة التطرف والإرهاب بكل أشكاله ونشر قيم المدنية والحداثة في المجتمع.